# Moravské knížectví
Moravské knížectví byl středověký státní útvar existující přibližně od roku 830 do roku 1055 (v letech 833–907 bylo součástí Velkomoravské říše a od roku 1030 do roku 1055 bylo údělem Českého knížectví) přibližně na území dnešní Moravy a části Dolních Rakous a Záhoří na Slovensku.

## Historie

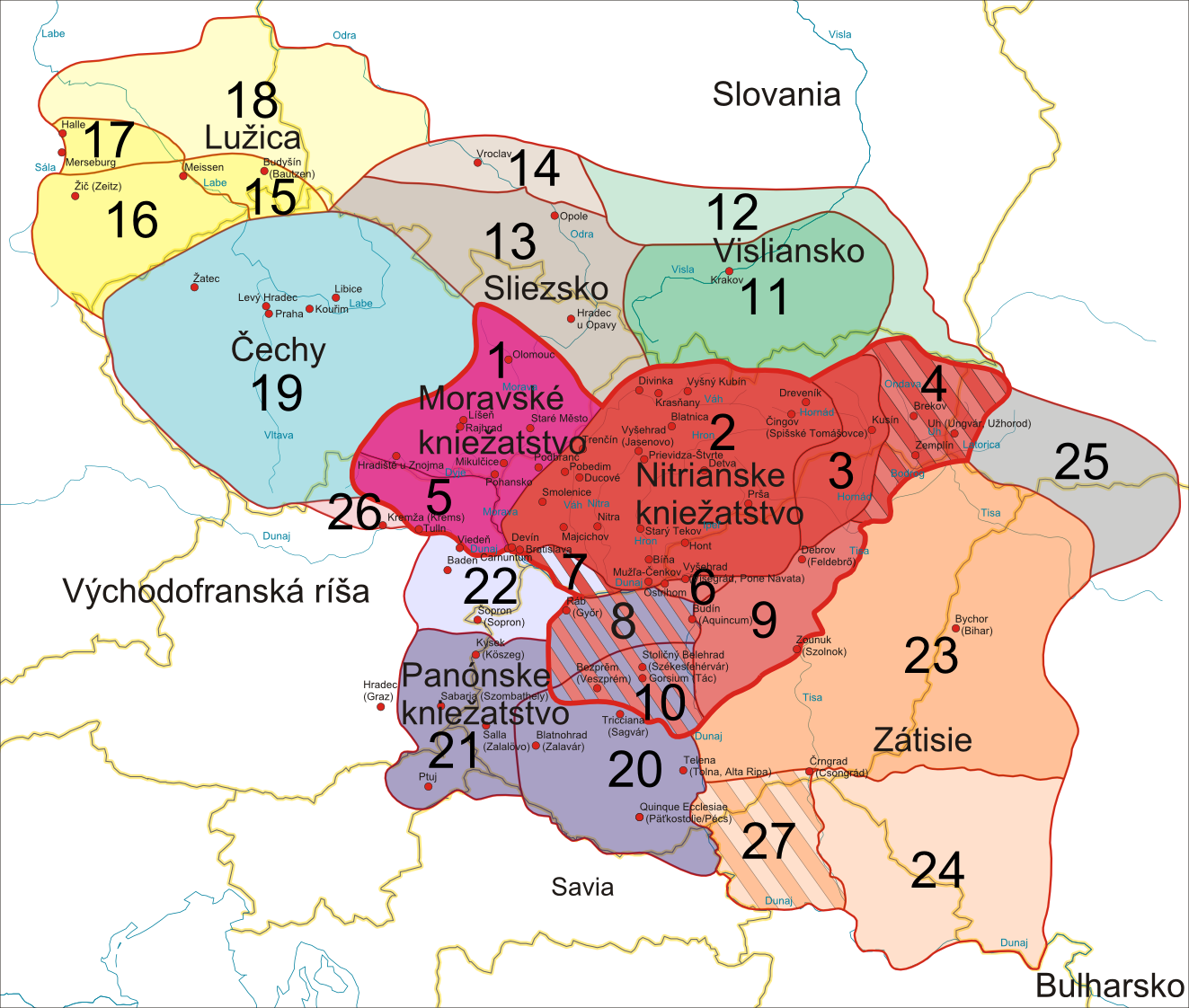
Moravské údělné knížectví jako součást Velkomoravské říše

Na počátku 9. století vznikly státní útvary Moravské a Nitranské knížectví. Moravskému knížectví vládl kníže Mojmír I. a Nitranskému knížectví vládl kníže Pribina. Když Mojmír vyhnal knížete Pribinu z Nitry, hlavního města Nitranského knížectví, obě knížectví spojil a vznikla Velkomoravská říše. Moravské knížectví dále pokračovalo v rámci Velkomoravské říše, přičemž až do konce říše tvořilo spolu s Nitranským knížectvím její jádro. Podle některých názorů se Velká Morava nerozpadla, jenom od ní odpadlo Nitranské knížectví (920) a centrální část (Moravské knížectví) dále v omezené míře existovala jako suverénní stát, čemuž nasvědčují písemné zmínky z doby temného století, které se jednou dokonce zmínily i o vládci Moravy (949). Ke konci 10. století na Moravě začala sílit vojensko-centrální moc (moravsko-bavorská hranice byla Bavory plně respektována). V roce 1003 Moravu obsadily vojenské posádky Boleslava Chrabrého jako spojence. Nebyla to však zcela okupace, vojska patrně pozvali sami Moravané, kteří vystupovali politicky samostatně a s Poláky válčili se Svatou říší římskou. Až v roce 1030 český kníže Břetislav I. získal území Moravy pod svou nadvládu, usadil se v Olomouci a knížectví Moravské dále pokračovalo, tentokrát jako úděl v rámci Českého knížectví. Břetislav I. ještě před svojí smrtí rozdělil Moravské knížectví na tři úděly: Olomoucký, Brněnský a Znojemský. Tyto úděly přetrvávaly až do roku 1182, kdy císař Svaté říše římské Fridrich Barbarossa ustanovil jako českého vládce Soběslava II. a zřídil markrabství moravské, které zaniklo s rozpadem Rakousko-Uherska v roce 1918.

## Hlavní město a administrativní dělení
Za Velkomoravské říše se na území údělného Moravského knížectví nacházelo 11 významných center (hradišť): Olomouc, Líšeň, Rajhrad, Veligrad, Hradiště u Znojma, Mikulčice, Podbranč, Pohansko, Tulln a na hranicích i Vídeň a Carnuntum. Hlavním městem knížectví i celé říše byl Veligrad. Když byla v roce 906 vyrabovaná mnohá hradiště kolem Dyje a Moravy, přesunulo se mocenské centrum Moravského knížectví do Olomouce (zde asi po roce 1030 sídlil Břetislav). Břetislav I. Moravské knížectví rozdělil na úděly, jejichž hlavními městy se staly Olomouc, Brno a Znojmo. Tato knížectví se členila na provincie. Hlavním městem v moravském markrabství stalo 4. dubna 1782 Brno. Markrabství se dělilo na šest krajů: Jihlavský, Znojemský, Brněnský, Hradišťský, Olomoucký a Přerovský.